# Museu Bizantí i Cristià
El Museu Bizantí i Cristià (grec: Βυζαντινό και Χριστιανικό Μουσείο; Vizantinó ke Khristianikó Mussio) és un museu d'Atenes (Grècia) que conserva més de 25.000 imatges, textos, frescos, utensilis de ceràmica, teixits, manuscrits i còpies d'objectes que daten des del segle iv fins al segle xix. Els objectes exposats provenen tant de l'Imperi Romà d'Orient com d'altres estats en els quals persistí la cultura romana d'Orient després de la caiguda de Constantinoble el 1453. Es tracta d'un dels museus d'art romà d'Orient més importants del món.

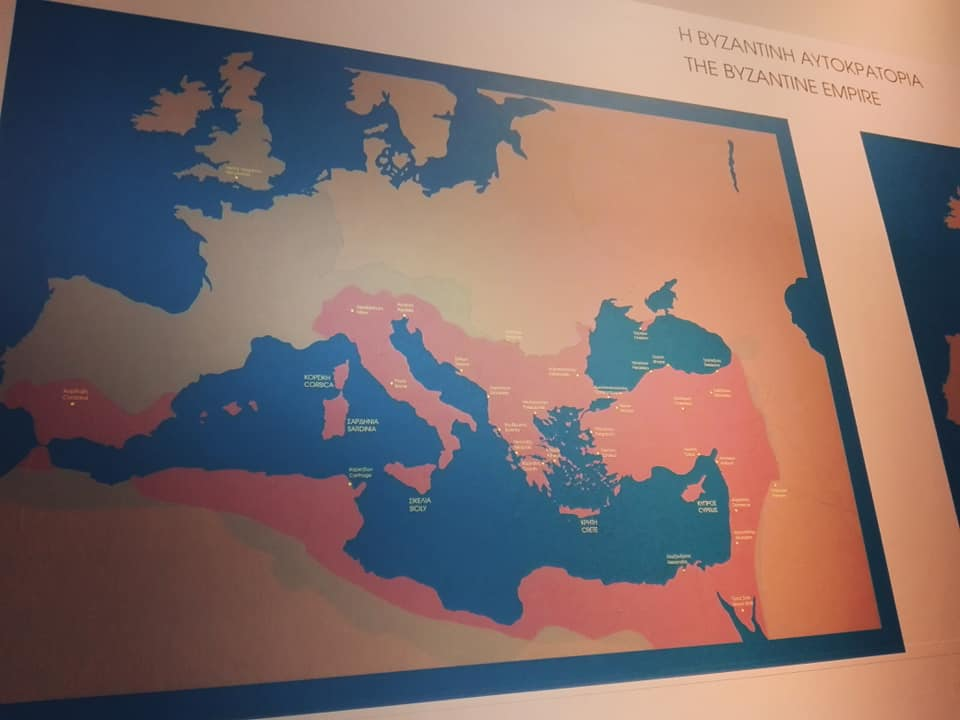
Mapa de l'Imperi Romà d'Orient en el seu apogeu (ca. 555) exhibit a l'entrada del museu
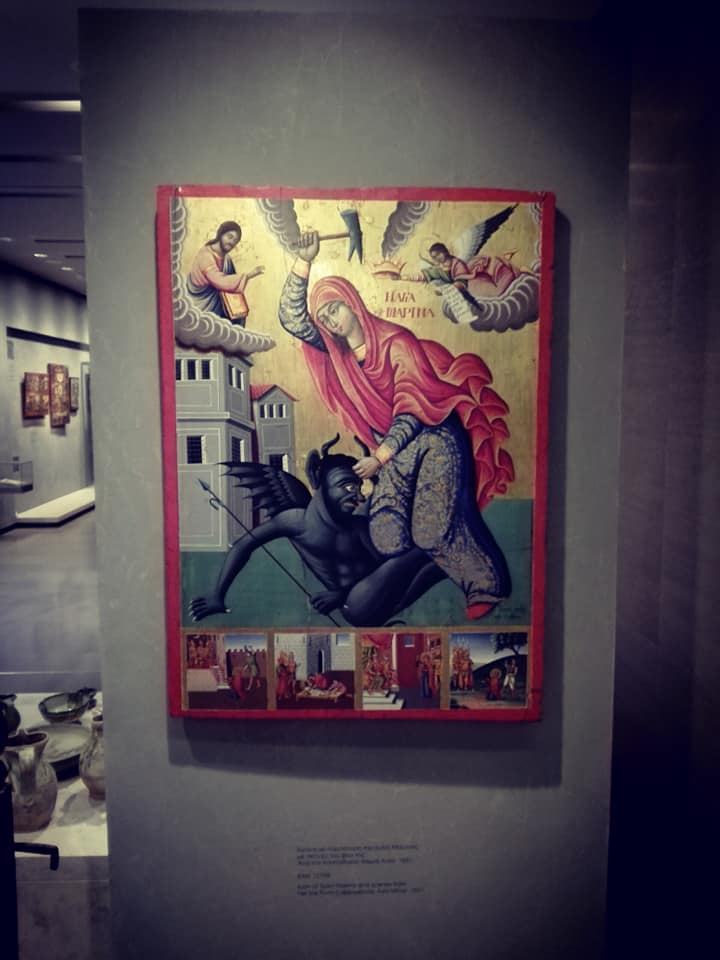
Icona de Santa Marina (coneguda com a Margarida d'Antioquia a Occident) colpejant un dimoni amb un martell